# Mit csinált felséged 3-tól 5-ig?
A Mit csinált felséged 3-tól 5-ig? 1964-ben bemutatott magyar filmvígjáték, a kor ünnepelt színészeivel. A forgatókönyvet Mikszáth Kálmán Szelistyei asszonyok című kisregénye alapján Hubay Miklós írta. Az élőszereplős játékfilm rendezője Makk Károly. A zenéjét Petrovics Emil szerezte.

## Cselekménye
Mátyás király udvarában a barátok szorgalmasan írják a krónikát. A kancellár kioktatja őket, hogy Mátyásról csak mint bölcs és erényes uralkodóról szabad megemlékezni. A vidám történet viszont azokról a gáláns kalandokról és epizódokról emlékezik meg, amelyekben valószínűleg szintén bővelkedett a reneszánsz uralkodó udvara. A király és királyné külön-külön, álruhában hagyják el a palotát, menekülve a császári és pápai követek unalmas látogatása elől.

## Szereplők
- Major Tamás – Narrátor (hang)
- Psota Irén – Beatrix királyné
- Darvas Iván – Mátyás király
- Dévay Kamilla – Bibiána, a királyné udvarhölgye
- Pécsi Ildikó – Mária, a király számára rabolt 1. lány Dóczy gróf megbízásából
- Tordai Teri – Gergely Anna, a király számára rabolt 2. lány Dóczy gróf megbízásából
- Pap Éva – Vuca, a király számára rabolt 3. lány Dóczy gróf megbízásából
- Balázs Samu – Titkos testőr
- Bárdy György – Dóczy gróf
- Rajz János – Császári követ
- Greguss Zoltán – Pápai követ
- Szendrő József – Rostó
- Mendelényi Vilmos – Apród
- Fónay Márta – Fogadósné
- Szilágyi István – János, a fogadósné fia
- Basilides Zoltán – Kancellár
- Makláry János – Barát
- Siménfalvy Sándor – Kódex író barát
- Gobbi Hilda – Szelistyei asszony I.
- Vay Ilus – Szelistyei asszony II.
- Lorán Lenke – Szelistyei asszony III.
- Misoga László – Paraszt
- Kemény László – Kardinális
- Vándor József – Darabont I.
- Ferencz László – Útonálló
- Ambrus András – Pásztor
- Magda Gabi – Pásztorlány
- Simor Erzsi – Udvarhölgy I.
- Arányi Adrienn – Udvarhölgy II.
- Esztergályos Cecília – Udvarhölgy III.
- Lánczy Margit – Udvarhölgy IV.
- Tiboldi Mária – Udvarhölgy V.
- Vámos Ilona – Udvarhölgy VI.
- Kelemen Lajos – Nőrabló I.
- Horváth László – Nőrabló II.

További szereplők: Farkas Gabi, György László, Horváth József, Horváth Pál, Moór Marianna, Márkus Ferenc, Márky Géza, Nagy Béla, Nagyajtay György, Sólyom Ildikó, Szmetana Ágnes, Tóth István, Turgonyi Pál, Velenczey István

## Televíziós megjelenések
- MTV / Duna TV, TV2 (1. logó), Filmmúzeum
- Duna TV / Duna, M1, Duna World, M2, M3, ATV, M5, Hír TV, Győr+ TV, Magyar Mozi TV